# Cane pastore Macedone Karaman

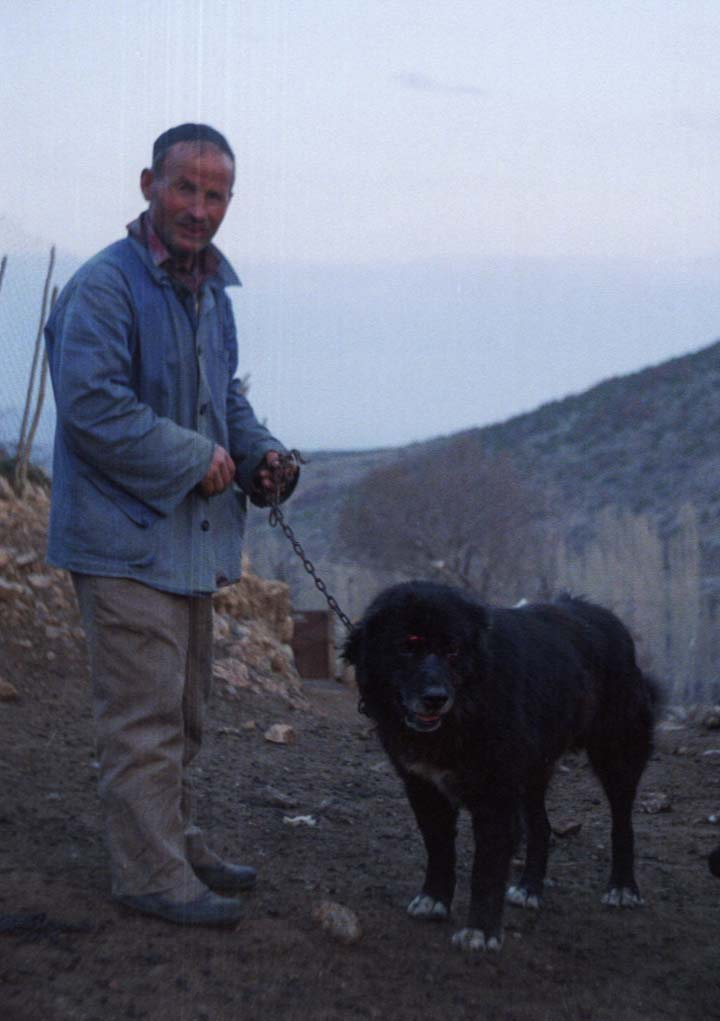
Black Macedonian Shepherd Dog

Il cane pastore Macedone Karaman o Black Macedonian Shepherd Dog o Karaman.
Esiste una omonima meno nota razza di cane Karaman pastore turco nativo dell'Anatolia centrale.

## Storia
Questa razza è nativa della Macedonia; si ritiene che questa razza sia un sottotipo del cane da pastore di Ciarplanina. 
Alcuni ricercatori ritengono che la razza abbia avuto l'origine in Iran o in Turchia; altri ancora ritengono che essa sia semplicemente come una popolazione isolata di cani da pastore discendenti da antichi molossi greci.

## Caratteristiche
Il pelo ha solo un solo colore il nero, ma alcune sfumature possono esserci anche varianti dal marrone scuro o dal grigio al nero. A volte si vede anche il colore maculato. Questa razza è un tipico cane di montagna; ha ossa robuste, corpo muscoloso e forte. Anche le gambe sono robuste. La testa è grande e larga. Le orecchie vengono generalmente tagliate. Il mantello ha pelo di media grandezza e ha anche un doppio strato denso. La testa ha musi più stretti e leggermente più lunghi di quelli associati al Sarplaninec.
Questa razza è famosa per il suo coraggio e la sua capacità nella guardania del bestiame. é una razza dal temperamento calmo, può essere molto agile quando ne ha bisogno.
La razza conta un'esigua numero di esemplari puri, è in corso il tentativo di un riconoscimento ufficiale.